# Imanol Baz
Imanol Baz Berganza (Vitoria, 27 de enero de 2001) es un futbolista español que juega como defensa central en el FC Cartagena de la Primera Federación.

## Trayectoria
Nacido en Vitoria, se forma en el fútbol base del Deportivo Alavés, donde asciende a su segundo filial el CD San Ignacio tras finalizar su formación. Debuta con el primer filial el 4 de septiembre de 2021 al partir como titular en una victoria por 0-1 frente a la SD Leioa en la Tercera Federación. Renueva su contrato con el club el 31 de mayo de 2022 tras conseguir el ascenso a la Segunda Federación.
Logra debutar con el primer equipo el 13 de noviembre de 2022 al partir como titular en una victoria por 0-1 frente al Club Lleida Esportiu en la Copa del Rey.
En junio de 2023 se desvincula del Deportivo Alavés, y finalmente ficha por el Real Unión de Irún de la Primera RFEF.
En la temporada 2024-25, firma por el Unionistas de Salamanca Club de Fútbol de la Primera RFEF, en el que jugó 32 partidos en Liga, todos ellos de titular.
El 4 de julio de 2025, firma por el FC Cartagena de la Primera RFEF.

## Clubes
Actualizado al último partido disputado el 27 de noviembre de 2022.
| Club                                   | País   | Año       | Partidos | Goles |
| -------------------------------------- | ------ | --------- | -------- | ----- |
| CD San Ignacio                         | España | 2019-2021 | 35       | 0     |
| Deportivo Alavés "B"                   | España | 2021-2023 | 38       | 3     |
| Deportivo Alavés                       | España | 2022-2023 | 1        | 0     |
| Real Unión                             | España | 2023-2024 | 30       | 1     |
| Unionistas de Salamanca Club de Fútbol | España | 2024-2025 | 34       | 3     |
| FC Cartagena                           | España | 2025-act. | 0        | 0     |